# Kvaziuspořádání
V matematice je kvaziuspořádání (někdy uváděno také jako předuspořádání) taková binární relace, která je reflexivní a tranzitivní. Pokud tedy tuto relaci značíme „R“, pak pro všechny prvky a, b a c z množiny A (na které je tato relace definována) platí:
- aRa (reflexivnost)
- aRb ∧ bRc ⇒ aRc (tranzitivita)

Příkladem této relace je „být dělitelem“ v oboru reálných čísel.
Po rozšíření této relace o symetričnost získáme relaci ekvivalence. Symetrické kvaziuspořádání tak je jiným názvem pro ekvivalenci.